# Hans von Savoyen
Hans von Savoyen, ou Hans von Saphoy ou Hans von Salmansweiler, né vers 1450 à Salem, et mort vers 1500 au même endroit, est un bâtisseur et sculpteur allemand de la période gothique tardive.

## Biographie
Il est issu d'une famille de bâtisseurs du XIVe siècle, apparentée à la famille Parler et dont le membre le plus important est le constructeur de la cathédrale de Cologne Michel de Savoie. Il est inféodé à l'abbaye impériale souabe de Salem, où sa famille a un tombeau héréditaire. Un autre ancêtre, également du nom de Michel von Savoyen, apparaît pour la première fois en 1415 comme bâtisseur de l'abbaye.
En 1480, il reçoit une commande pour la construction de l'église paroissiale de Pfullendorf, incluant la rénovation et l'ameublement du chœur et la construction de la sacristie, dans la clef de voûte de laquelle il plaça ses armoiries. À Salem même se trouve une console en pierre avec son portrait, intitulé « M. Hans vō Safoi » ; rien n'a survécu des bâtiments qu'il y a construits.
Un descendant, le bâtisseur de cathédrales viennois Hans Saphoy, fit don d'une épitaphe dans l'église du monastère de Salem à ses ancêtres Hans et Marx von Savoyen en 1570.
Comme armoiries, Hans von Savoyen utilisait des armoiries à chevrons avec un compas et l'équerre de la famille Parler, probablement pour souligner filiation indirecte avec Peter Parler.